# Ida E. Jacobsen
Ida Ekeli Jacobsen (født 3. april 1987) er en norsk håndboldspiller som har spillet på Gjerpen Håndballs A-hold. Pt. spiller hun på rekrutholdet.